# Båring
Båring är en tätort i Middelfarts kommun i Region Syddanmark i Danmark. Tätorten har 943 invånare (2024). Den ligger på Fyn, cirka 11 kilometer öster om Middelfart.